# Carnières
Carnières és un municipi francès, situat a la regió dels Alts de França, al departament del Nord. L'any 2006 tenia 927 habitants. Limita al nord amb Rieux-en-Cambrésis, al nord-est amb Avesnes-les-Aubert, a l'est amb Boussières-en-Cambrésis, al sud-est amb Beauvois-en-Cambrésis i Fontaine-au-Pire, al sud-oest amb Estourmel i Cattenières, a l'oest amb Cauroir i al nord-oest amb Cagnoncles.

## Demografia
| 1962                                       | 1968  | 1975  | 1982  | 1990  | 1999 | 2006 |
| ------------------------------------------ | ----- | ----- | ----- | ----- | ---- | ---- |
| 1.042                                      | 1.060 | 1.055 | 1.065 | 1.041 | 930  | 927  |
| Des de 1962: població sense dobles comptes |       |       |       |       |      |      |

## Administració
| Període | Identitat          | Partit |
| ------- | ------------------ | ------ |
| 2001-   | Jean-Marie Tordoit |        |